# Donald Broadbent
Donald E. Broadbent (Birmingham, 1926-1993) era um psicólogo experimental britânico influente.
Sua carreira e seu trabalho de pesquisa construíram uma ponte sobre a abertura entre a pre-Segunda aproximação da guerra de mundo do senhor Frederick Bartlett e seu desenvolvimento do wartime em psicologia aplicada, e o que dos 1960s atrasados se tornou sabido como o psicologia cognitiva.

## Biografia
Educado na universidade de Cambridge, em 1958 transformou-se diretor da unidade de pesquisa aplicada do Psychology que tinha sido ajustada acima lá pelo conselho de pesquisa médica britânica de Bartlett em 1944.
Embora muito do trabalho do APRU fosse dirigido em introduções práticas do significado militar ou industrial, Broadbent tornou-se rapidamente bom - sabido para seu trabalho teórico.
Suas teorias da atenção seletiva e da memória a curto prazo foram desenvolvidas enquanto os computadores digitais estavam começando a se tornar disponíveis à comunidade acadêmica, e eram entre a primeira para usar analogias do computador fazer uma contribuição séria à análise da cognição humana. Foram combinados para dar forma a o que se tornou sabido como da “a hipótese única canaleta”.
Seu modelo do filtro propôs que as características físicas (por exemplo, passo, forma de falar) de uma mensagem apresentada em auditório foram usadas para focalizar a atenção somente a uma única mensagem. O modelo do filtro de Broadbent é consultado como a um modelo adiantado da seleção porque as mensagens irrelevantes são filtradas e lançadas para fora antes que a informação do estímulo esteja processada para o significado. Estes e outras teorias foram trazidos junto em seu livro “Percepção e Comunicação” de 1958 que remanesce um dos textos clássicos da psicologia cognitiva.
Em 1974 Broadbent assentou bem em um companheiro da faculdade de Wolfson, Oxford e retornou aos problemas aplicados, desenvolvendo idéias novas sobre a aprendizagem implícita da consideração do desempenho humano em processos industriais complexos junto com seu colega Dianne.